# Picea engelmannii mexicana
Picea engelmannii mexicana (Martínez) P.A.Schmidt, 1988, è una sottospecie di P. engelmannii appartenente alla famiglia delle Pinaceae, endemica della Sierra Madre Occidentale e della Sierra Madre Orientale, in Messico.

## Etimologia
Il nome generico Picea, utilizzato già dai latini, potrebbe, secondo un'interpretazione etimologica, derivare da Pix picis = pece, in riferimento all'abbondante produzione di resina. Il nome specifico engelmanni fu assegnato da W.E.Parry in onore del botanico tedesco-americano George Engelmann, che poco dopo riuscì a pubblicare la descrizione della nuova specie prima di lui. L'epiteto mexicana fa riferimento all'areale di vegetazione di questa sottospecie.

## Descrizione
Questa sottospecie differisce da P. engelmannii per la corteccia del tronco di grigio più chiaro, per gli aghi più stretti e per i coni più grandi.

## Distribuzione e habitat
Vegeta in alta montagna a quote comprese tra i 3000 e i 3400 m, nei pendii e nei burroni volti a settentrione, su suoli calcarei.

## Tassonomia
Si tratta di un taxon spesso descritto come varietà (Taylor and Patterson 1980, Taylor et al. 1994), tuttavia il diverso adattamento climatico rispetto alla specie-tipo giustifica il rango accettato attualmente (Farjon, 2010).

### Sinonimi
Si conoscono i seguenti sinonimi:
- Picea engelmannii var. mexicana (Martínez) Silba
- Picea engelmannii subsp. mohinorsensis(Silba) Silba
- Picea engelmannii var. mohinorsensis Silba
- Picea mexicana Martínez

## Usi
Non ha interesse commerciale, ma localmente alcuni esemplari possono essere tagliati per il loro legno.

## Conservazione
Questa sottospecie ha un areale primario molto ristretto (circa 12 km²), spalmato in tre sole località, con una popolazione stimata di 2000-4000 esemplari adulti; dal 1950 è stato stimato un declino del 50 % e altrettanto è previsto entro il 2025. La pastorizia, gli incendi boschivi e la deforestazione unita ai cambiamenti climatici, costituiscono minacce concrete; per questi motivi viene classificata come specie in pericolo nella Lista rossa IUCN.